# Watton
Watton este un oraș în comitatul Norfolk, regiunea East, Anglia. Orașul se află în districtul Breckland.